# 北海道の気候

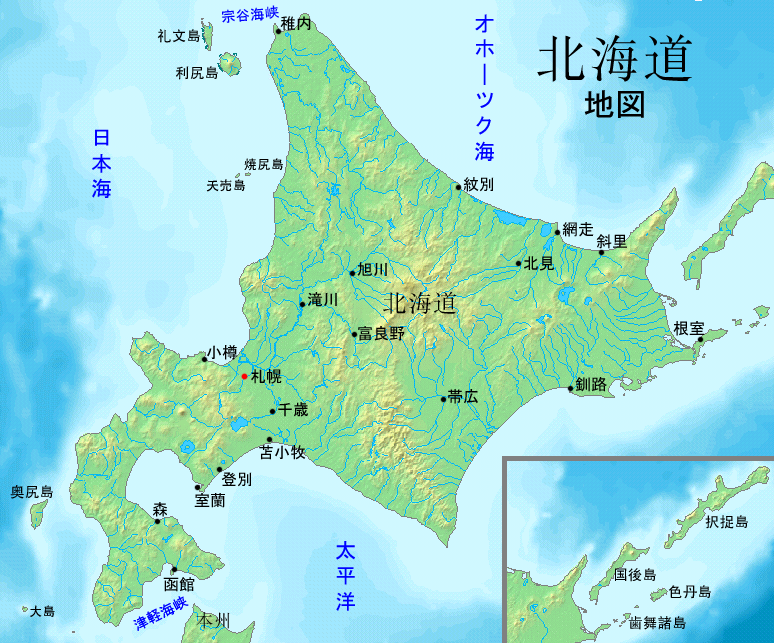
北海道 全図

北海道の気候（ほっかいどうのきこう）としてこの項目では北海道の気候の特徴を解説する。

北海道

西岸海洋性気候や温暖湿潤気候が見られる道南の一部沿岸地域を除くと、ほぼ全域が亜寒帯湿潤気候である。夏と冬の温度差が大きく冬の積雪は根雪となる。道内全域が豪雪地帯、一部地域は特別豪雪地帯になっている。道北、道東は寒さが非常に厳しく、沿岸部を除くほぼ全域で最寒月の平均気温が-8度以下となり、-30度以下まで下がることが多い。そのため､道内近辺で使用される自動車等は寒冷地仕様でなければならない。
地域により日本海型（オホーツク型・東北北海道型）・東日本型（東部北海道型）に属する。
- 日本海型（オホーツク型） - オホーツク海側
- 日本海型（東北・北海道型） -  日本海側・太平洋側西部
- 東日本型（東部北海道型） - 太平洋側東部

気温は夏冬とも一般に日本海側で高く、オホーツク海・太平洋側で低い。
1. 日本海側・太平洋側西部の地域は、月平均気温が0度以下となるのは1、2月で、冬の降雪のためこの時期の降水量は多くなる。最多降水月は9月である。
2. 太平洋側東部の地域は8・9月が最多雨月で、冬季は乾燥する。
3. オホーツク海側の地域は月平均気温は12月から翌3月まで0度以下で、降水量は8・9月に多くなるが、年降水量は少ない。
4. 太平洋側沿岸部では夏には霧が発生し、夏でも気温が25度を超えることが少なく、30度を超えることは極めて稀である。
5. 内陸の盆地部は気温の年較差が大きく冬季には-30度以下になるなど記録的な低温を示すことも多い。特に、名寄盆地、上川盆地、雨竜川周辺などは最も寒さが厳しく、-40度以下の気温が観測されている日本の寒極である。
6. 道南の沿岸地域は道内では最も温暖で、東北地方と似通った気候であり、植生も類似している。
7. 札幌などの都市部では、都市化などの影響により冬季の気温が急激に上昇している。

北海道地方には梅雨がないとされ、気象庁でも北海道の梅雨入りは発表されていないが、特有の現象として本州方面が梅雨期に突入する夏の始め頃、太平洋側を中心にオホーツク海高気圧がもたらす冷たい北東の季節風の影響により、ややしばらくの間、曇りがちで肌寒く、すっきりせずにぐずついた天気になることがある。これを蝦夷梅雨という。ただし、直接的な梅雨前線の影響に起因するものではなく、性質も異なることから気象庁では梅雨とみなしていない。
また、直接的な台風の襲来も少ない。ただし、北上または既に他の地域での上陸を経て勢力が衰え、暴風域のなくなった状態での上陸、あるいは温帯低気圧となってから上陸することは多い。この場合、温帯低気圧は台風と異なり、温度差がエネルギーのため、台風が持っていた温かい空気と北海道以北の冷たい空気との温度差が大きくなることから発達し、道内に被害を与えることがある。

## 地域別特徴

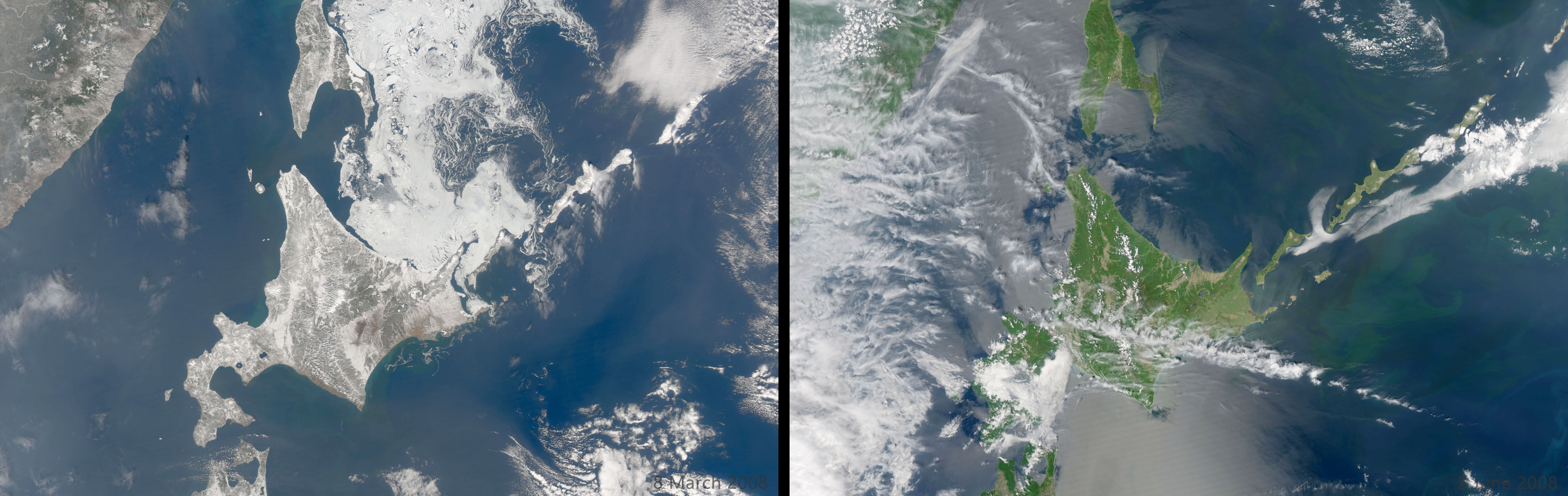
北海道の季節：冬と夏

### 道北
稚内から留萌にかけての日本海側沿岸部は海洋性気候のため、冬の冷え込みは厳しくなく、特に南部は温暖である。だが、北西・北からの季節風が強く、吹雪となる日が多い。また、日照時間も一日2時間程度となるなど短く、日中でも気温はあまり上がらないことが多い。オホーツク海側沿岸部の冷え込みは日本海側より厳しくなり、流氷が接岸する2月上旬以降の寒さが最も厳しくなる。夏はオホーツク海高気圧の影響で冷涼な気候となり、曇りの日が多くなり、沿岸部では30度を超えることはなく、夏日でさえ記録されない年もある。オホーツク海側の夏はより温暖で、フェーン現象の影響を受け、時折真夏日を観測することもある。
一方、内陸部では冬は非常に寒さが厳しく豪雪地帯（特に幌加内町は年間降雪量が 1451 cm と日本有数である）となるが風は弱いため、吹雪は少なく穏やかである。風が弱い分、晴れた朝などは放射冷却現象により、気温は-30度を下回ることが少なくない。反対に夏は、真夏日を観測することも多く、特に上川盆地では日中は暑くなるが乾燥しており、朝晩は涼しくなるために過ごしやすい。

#### 日本の寒極
道北の内陸部は日本屈指の寒極地帯となっており、過去にはいくつもの地点で-40度以下の気温が観測され、日本で最も寒い場所とされる。特に名寄盆地や朱鞠内湖周辺の雨竜川流域地域は最も厳しく、幌加内町の母子里地区では北大農学部付属演習林による観測で1978年2月17日に氷点下41.2度という日本の戦後の最低気温を記録（非公式）している。また、美深町では戦前の1931年1月27日に氷点下41.5度が観測されており、日本の公式な最低気温記録となっている。旭川市でも1902年1月25日に-41.0度が観測されているが、近年は都市化と温暖化の影響で中心部では-30度以下まで下がることさえ無くなった。しかし、郊外の江丹別地区では21世紀に入っても-35度以下の気温が観測されている。その他、個人による観測では歌登上幌別地区で-44.0度、名寄市風連町で-45.0度（1953年1月3日）まで下がったという話もあるなど、各地で-40度を下回る気温が観測されている。
| 平年値 （月単位） | 平年値 （月単位） | 宗谷・宗谷海峡沿岸部 | 宗谷・宗谷海峡沿岸部 | 宗谷・宗谷海峡沿岸部 | 宗谷・オホーツク海沿岸部 | 宗谷・オホーツク海沿岸部 | 宗谷・オホーツク海沿岸部 | 宗谷・内陸           | 宗谷・内陸           | 宗谷・内陸           | 宗谷・内陸     | 礼文島         | 礼文島 |
| 平年値 （月単位） | 平年値 （月単位） | 稚内                 | 稚内市 声問          | 稚内市 宗谷岬        | 猿払村 浜鬼志別          | 浜頓別                   | 枝幸町 北見枝幸          | 稚内市 沼川          | 豊富                 | 中頓別               | 枝幸町 歌登    | 礼文町 船泊    | 礼文   |
| ----------------- | ----------------- | -------------------- | -------------------- | -------------------- | ------------------------ | ------------------------ | ------------------------ | -------------------- | -------------------- | -------------------- | -------------- | -------------- | ------ |
| 平均 気温 (℃)     | 最暖月            | 19.5 （8月）         |                      | 18.4 （8月）         | 18.4 （8月）             | 18.7 （8月）             | 19.0 （8月）             | 18.7 （8月）         | 19.5 （8月）         | 19.2 （8月）         | 19.0 （8月）   | 19.4 （8月）   |        |
| 平均 気温 (℃)     | 最寒月            | -5.1 （2月）         |                      | -5.3 （2月）         | -6.9 （2月）             | -7.5 （2月）             | -6.5 （2月）             | -8.0 （2月）         | -6.8 （2月）         | -9.5 （2月）         | -9.3 （2月）   | -4.7 （1月）   |        |
| 降水量 (mm)       | 最多月            | 136.2 （10月）       |                      | 121.8 （10月）       | 127.0 （10月）           | 143.7 （9月）            | 145.7 （8月）            | 152.1 （10月）       | 160.8 （10月）       | 177.5 （10月）       | 179.5 （10月） | 120.4 （9月）  |        |
| 降水量 (mm)       | 最少月            | 49.1 （4月）         |                      | 19.8 （2月）         | 36.5 （3月）             | 46.9 （2月）             | 56.0 （2月）             | 54.7 （6月）         | 48.4 （4月）         | 54.0 （6月）         | 63.7 （6月）   | 46.5 （6月）   |        |
| 平年値 （月単位） | 平年値 （月単位） | 利尻島               | 利尻島               | 焼尻島               | 留萌・日本海側沿岸部     | 留萌・日本海側沿岸部     | 留萌・日本海側沿岸部     | 留萌・日本海側沿岸部 | 留萌・日本海側沿岸部 | 留萌・日本海側沿岸部 | 留萌・内陸     | 留萌・内陸     |        |
| 平年値 （月単位） | 平年値 （月単位） | 利尻富士町 本泊      | 利尻町 沓形          | 羽幌町 焼尻          | 天塩                     | 遠別                     | 初山別                   | 羽幌                 | 留萌                 | 増毛                 | 小平町 達布    | 留萌市 幌糠    |        |
| 平均 気温 (℃)     | 最暖月            |                      | 19.8 （8月）         | 20.5 （8月）         | 19.4 （8月）             | 19.9 （8月）             | 20.3 （8月）             | 20.7 （8月）         | 20.8 （8月）         | 21.0 （8月）         | 20.5 （8月）   | 20.3 （8月）   |        |
| 平均 気温 (℃)     | 最寒月            |                      | -4.5 （1月）         | -3.7 （1月）         | -6.3 （2月）             | -6.7 （2月）             | -5.1 （1, 2月）          | -5.0 （1, 2月）      | -4.7 （1月）         | -3.8 （1月）         | -6.8 （1月）   | -7.1 （1月）   |        |
| 降水量 (mm)       | 最多月            |                      | 137.6 （10月）       | 128.7 （9月）        | 147.0 （10月）           | 142.0 （10月）           | 161.8 （10月）           | 159.5 （10月）       | 143.8 （9月）        | 171.5 （11月）       | 213.8 （11月） | 207.5 （11月） |        |
| 降水量 (mm)       | 最少月            |                      | 41.0 （3月）         | 29.2 （3月）         | 30.4 （2月）             | 45.3 （2月）             | 48.9 （3月）             | 61.6 （3月）         | 51.8 （4月）         | 52.0 （6月）         | 71.7 （6月）   | 54.8 （6月）   |        |

| 平年値 （月単位） | 平年値 （月単位） | 名寄盆地（天塩川流域） | 名寄盆地（天塩川流域） | 名寄盆地（天塩川流域） | 名寄盆地（天塩川流域） | 名寄盆地（天塩川流域） | 名寄盆地（天塩川流域） | 名寄盆地（天塩川流域） | 名寄盆地（天塩川流域） | 雨竜川流域      | 雨竜川流域      | 上川盆地      | 上川盆地      |
| 平年値 （月単位） | 平年値 （月単位） | 中川                   | 音威子府               | 美深                   | 名寄                   | 下川                   | 士別                   | 士別市 朝日            | 和寒                   | 幌加内町 朱鞠内 | 幌加内          | 上川          | 比布          |
| ----------------- | ----------------- | ---------------------- | ---------------------- | ---------------------- | ---------------------- | ---------------------- | ---------------------- | ---------------------- | ---------------------- | --------------- | --------------- | ------------- | ------------- |
| 平均 気温 (℃)     | 最暖月            | 19.4 （8月）           | 19.6 （8月）           | 19.9 （8月）           | 20.0 （8月）           | 19.4 （8月）           | 20.1 （8月）           | 19.8 （8月）           | 20.5 （8月）           | 18.8 （8月）    | 19.9 （8月）    | 19.5 （8月）  | 20.3 （8月）  |
| 平均 気温 (℃)     | 最寒月            | -8.4 （2月）           | -8.9 （1, 2月）        | -9.5 （1月）           | -9.7 （1月）           | -9.5 （1月）           | -9.1 （1月）           | -8.6 （1月）           | -8.8 （1月）           | -9.6 （1月）    | -9.0 （1月）    | -8.6 （1月）  | -9.1 （1月）  |
| 降水量 (mm)       | 最多月            | 175.3 （10月）         | 188.4 （10月）         | 140.9 （11月）         | 136.8 （9月）          | 136.5 （9月）          | 141.6 （9月）          | 141.3 （9月）          | 143.7 （9月）          | 220.5 （11月）  | 193.6 （11月）  | 151.3 （8月） | 141.4 （9月） |
| 降水量 (mm)       | 最少月            | 52.9 （2月）           | 54.7 （6月）           | 50.4 （4月）           | 37.6 （2月）           | 22.4 （2月）           | 46.9 （2月）           | 34.5 （2月）           | 49.6 （2月）           | 72.8 （4月）    | 68.6 （4月）    | 45.1 （2月）  | 33.2 （2月）  |
| 平年値 （月単位） | 平年値 （月単位） | 上川盆地               | 上川盆地               | 上川盆地               | 上川盆地               | 上川盆地               | 美瑛丘陵               | 富良野盆地             | 富良野盆地             | 上川・南部      | 上川・南部      | 上川・南部    |               |
| 平年値 （月単位） | 平年値 （月単位） | 旭川市 江丹別          | 旭川                   | 東川                   | 東神楽                 | 東神楽町 志比内        | 美瑛                   | 上富良野               | 富良野                 | 富良野市 麓郷   | 南富良野町 幾寅 | 占冠          |               |
| 平均 気温 (℃)     | 最暖月            | 19.9 （8月）           | 21.0 （8月）           | 20.3 （8月）           |                        | 19.6 （7, 8月）        | 19.9 （8月）           | 20.6 （8月）           | 20.8 （8月）           | 19.8 （8月）    | 18.9 （8月）    | 19.1 （8月）  |               |
| 平均 気温 (℃)     | 最寒月            | -9.8 （1月）           | -7.9 （1月）           | -8.8 （1月）           |                        |                        | -9.2 （1月）           | -8.8 （1月）           | -9.0 （1月）           | -8.9 （1月）    | -8.9 （1月）    | -10.3 （1月） |               |
| 降水量 (mm)       | 最多月            | 161.0 （9月）          | 137.5 （8月）          | 130.9 （8月）          |                        | 164.6 （8月）          | 138.3 （8月）          | 144.3 （8月）          | 142.5 （8月）          | 135.0 （8月）   | 146.3 （8月）   | 194.6 （8月） |               |
| 降水量 (mm)       | 最少月            | 62.0 （6月）           | 51.5 （2月）           | 26.4 （2月）           |                        | 37.8 （2月）           | 36.6 （2月）           | 36.8 （2月）           | 37.7 （2月）           | 36.6 （2月）    | 27.9 （2月）    | 35.3 （2月）  |               |

### 道東
道東の気候は大きくオホーツク海側と太平洋側に分かれるが、一般に冬の寒さは非常に厳しいものの、降雪はそれほど多くないのが特徴であり、年間降水量も少ない。夏の気候は、十勝とオホーツク地方で暑く、釧路地方、根室地方は冷涼と大きな違いがある。

#### オホーツク海側
春から夏にかけて、フェーン現象が起こりやすく、内陸では猛暑日を記録することもあるなど、上川盆地と共に北海道内で最も高温となる地域である。フェーン現象により5月や6月でも真夏日を観測することもある。しかしながら、暑さは長続きせず、オホーツク海高気圧が停滞する時期には、季節が逆戻りしたかのように、冷たい雨やみぞれが降るほどの気温へ急降下することさえある。そして、盛夏期にあたる7月下旬から8月中旬頃にかけて、太平洋高気圧が勢力を増すと、再び暑さがぶり返すなど、気温差が非常に大きい。また、紋別や宇登呂などの沿岸部では真夏にフェーン現象が起こると熱帯夜を記録することさえある。冬季は流氷が接岸する2月に最も寒くなり、内陸を中心に氷点下20度以下の厳しい寒さとなる日が多い。また、降雪はそれほど多くはないが、冬の終わり頃発達した低気圧が湿ったドカ雪を降らし、大きな被害を受けることもある。特に冬型の気圧配置が長続きしない暖冬の年に降雪量が非常に多くなる。オホーツク地方は年間を通して日照時間が長く、晴天に恵まれた気候である。 
| 平年値 （月単位） | 平年値 （月単位） | オホーツク・内陸   | オホーツク・内陸   | オホーツク・内陸   | オホーツク・内陸   | オホーツク・内陸   | オホーツク・内陸   | オホーツク・内陸   | オホーツク・内陸   | オホーツク・内陸   | オホーツク・内陸   | オホーツク・内陸 | オホーツク・内陸 |
| 平年値 （月単位） | 平年値 （月単位） | 西興部             | 滝上               | 遠軽               | 遠軽町 白滝        | 遠軽町 生田原      | 佐呂間             | 北見市 留辺蘂      | 北見               | 置戸 境野          | 津別               | 美幌             | 大空町 女満別    |
| ----------------- | ----------------- | ------------------ | ------------------ | ------------------ | ------------------ | ------------------ | ------------------ | ------------------ | ------------------ | ------------------ | ------------------ | ---------------- | ---------------- |
| 平均 気温 (℃)     | 最暖月            | 19.3 （8月）       | 19.2 （8月）       | 19.7 （8月）       | 18.2 （8月）       | 19.0 （8月）       | 19.6 （8月）       | 18.9 （8月）       | 19.9 （8月）       | 19.3 （8月）       | 19.7 （8月）       | 19.4 （8月）     |                  |
| 平均 気温 (℃)     | 最寒月            | -8.3 （1月）       | -8.7 （1, 2月）    | -8.4 （1月）       |                    | -9.3 （1月）       | -9.3 （1月）       | -9.7 （1月）       | -8.8 （1月）       | -9.8 （1月）       | -8.3 （1月）       | -8.9 （1月）     |                  |
| 降水量 (mm)       | 最多月            | 154.3 （9月）      | 129.9 （9月）      | 117.8 （9月）      | 130.9 （9月）      | 114.0 （9月）      | 125.7 （9月）      | 107.0 （8月）      | 111.3 （9月）      | 112.7 （9月）      | 149.2 （9月）      | 111.3 （9月）    |                  |
| 降水量 (mm)       | 最少月            | 49.1 （2月）       | 36.5 （2月）       | 30.5 （2月）       | 38.6 （3月）       | 25.5 （2月）       | 32.0 （2月）       | 22.5 （2月）       | 32.8 （2月）       | 22.9 （2月）       | 30.2 （2月）       | 24.6 （2月）     |                  |
| 平年値 （月単位） | 平年値 （月単位） | オホーツク海沿岸部 | オホーツク海沿岸部 | オホーツク海沿岸部 | オホーツク海沿岸部 | オホーツク海沿岸部 | オホーツク海沿岸部 | オホーツク海沿岸部 | オホーツク海沿岸部 | オホーツク海沿岸部 | オホーツク海沿岸部 |                  |                  |
| 平年値 （月単位） | 平年値 （月単位） | 雄武               | 興部               | 紋別               | 紋別市 紋別小向    | 湧別               | 北見市 常呂        | 網走               | 小清水             | 斜里               | 斜里町 宇登呂      |                  |                  |
| 平均 気温 (℃)     | 最暖月            | 18.7 （8月）       | 18.7 （8月）       | 19.2 （8月）       |                    | 19.3 （8月）       | 19.5 （8月）       | 19.4 （8月）       | 19.5 （8月）       | 19.3 （8月）       | 19.0 （8月）       |                  |                  |
| 平均 気温 (℃)     | 最寒月            | -7.2 （2月）       | -7.7 （2月）       | -6.4 （2月）       |                    | -7.6 （2月）       | -7.9 （2月）       | -6.6 （2月）       | -7.9 （2月）       | -7.8 （2月）       | -6.6 （2月）       |                  |                  |
| 降水量 (mm)       | 最多月            | 133.5 （9月）      | 133.1 （9月）      | 126.3 （9月）      |                    | 116.5 （9月）      | 113.0 （9月）      | 109.4 （9月）      | 118.9 （9月）      | 112.5 （9月）      | 122.7 （9月）      |                  |                  |
| 降水量 (mm)       | 最少月            | 31.6 （2月）       | 31.0 （2月）       | 29.9 （2月）       |                    | 27.9 （2月）       | 20.5 （2月）       | 34.0 （2月）       | 26.9 （2月）       | 28.6 （2月）       | 59.0 （2月）       |                  |                  |

#### 太平洋側
- 根室・釧路地方

夏は沿岸部で非常に冷涼であり、最暖月の平均気温は16 - 17度ほどである。これは、ヘルシンキやストックホルムなどの北欧諸国と同程度であり、モスクワより低い。ケッペンの気候区分の亜寒帯気候（Dfc）に属する地域もある。真夏日を観測することは非常に稀であり、夏日も年間通しても10日未満である。これは寒流である親潮の影響が大きいためである。この地域特有の霧も寒流によって空気が冷やされることで発生し、霧の都と呼ばれる釧路地方は海霧が頻繁に発生する。沿岸部は海流の影響で夏は涼しく、冬は乾燥しほとんど雪が降らない。一方、霧がかからない内陸部では、冷夏などを除き例年数日程度真夏日を観測し、ごく稀に川湯温泉や阿寒湖畔などで猛暑日を観測することもある。冬は日照時間が多く晴天に恵まれるため、海洋性の根室半島を除くと冷え込みは厳しく、釧路などの沿岸部でさえマイナス20度を下回ることもあり、内陸では連日のようにマイナス20度以下の厳しい寒さとなる。特に川湯温泉と阿寒湖は寒さが厳しいことで有名であり、ダイヤモンドダスト観測などの観光イベントなども開かれている。降雪量は少ない。
- 十勝地方

根室・釧路地方と違い、内陸性気候の影響が強いため、夏は暑く冬は寒さがより厳しい。年較差、日較差ともに日本で最も大きい地域である。夏は各地で真夏日を観測し、猛暑日を観測することもある。しかし、朝晩は非常に涼しくなり乾燥しているため、過ごしやすい。4月から夏にかけてはフェーン現象も起こりやすく、突発的に異常高温となり、5月でも真夏日になることもある。
冬季は日本屈指の寒冷地域であり、道北の内陸部のように零下35度を下回る猛烈な寒さは少ないものの、雲に覆われやすく冷え込まない日も多い道北内陸部に比べて、十勝では晴天率が非常に高く、放射冷却現象が起こりやすい条件が整っているため、連日のように朝晩は猛烈な冷え込みとなる。そのため、平均最低気温は非常に低く、陸別町や幕別町では1月下旬から2月上旬にかけての平均最低気温はマイナス20度以下に達する。日中は晴れるため比較的気温は上がり、日較差は20度に達することもある。降雪量は比較的少ないものの、冬型の気圧配置が崩れはじめる2月から3月にかけては、低気圧の発生によって突発的な豪雪となることも多い。暖冬の年ほど多雪に見舞われやすい。
| 平年値 （月単位） | 平年値 （月単位） | 根室・根釧台地     | 根室・根釧台地     | 根室・根釧台地      | 根室・根釧台地     | 根室・根釧台地 | 根室・根釧台地  | 根室半島      | 根室半島      | 根室海峡沿岸部  | 根室海峡沿岸部  | 釧路・太平洋沿岸部 | 釧路・太平洋沿岸部 |
| 平年値 （月単位） | 平年値 （月単位） | 中標津 上標津      | 中標津 計根別      | 中標津町 根室中標津 | 中標津             | 別海           | 根室市 厚床     | 根室          | 根室市 納沙布 | 羅臼            | 標津            | 浜中町 榊町        | 厚岸町 太田        |
| ----------------- | ----------------- | ------------------ | ------------------ | ------------------- | ------------------ | -------------- | --------------- | ------------- | ------------- | --------------- | --------------- | ------------------ | ------------------ |
| 平均 気温 (℃)     | 最暖月            |                    | 17.9 （8月）       |                     | 18.0 （8月）       | 18.1 （8月）   | 17.3 （8月）    | 17.3 （8月）  | 16.4 （8月）  |                 | 17.7 （8月）    | 16.9 （8月）       | 17.6 （8月）       |
| 平均 気温 (℃)     | 最寒月            |                    | -7.0 （1月）       |                     | -7.3 （1, 2月）    | -7.4 （1月）   | -6.5 （1, 2月） | -4.7 （2月）  | -4.3 （2月）  |                 | -6.3 （2月）    | -6.1 （1, 2月）    | -6.3 （1月）       |
| 降水量 (mm)       | 最多月            |                    | 167.4 （9月）      |                     | 175.9 （9月）      | 172.3 （9月）  | 181.2 （9月）   | 163.4 （9月） | 130.3 （9月） |                 | 174.8 （9月）   | 161.0 （9月）      | 183.8 （9月）      |
| 降水量 (mm)       | 最少月            |                    | 32.0 （2月）       |                     | 34.4 （3月）       | 36.8 （2月）   | 31.5 （2月）    | 29.1 （2月）  | 18.7 （2月）  |                 | 35.5 （2月）    | 17.0 （2月）       | 29.0 （2月）       |
| 平年値 （月単位） | 平年値 （月単位） | 釧路・太平洋沿岸部 | 釧路・太平洋沿岸部 | 釧路・太平洋沿岸部  | 釧路・太平洋沿岸部 | 釧路・内陸     | 釧路・内陸      | 釧路・内陸    | 釧路・内陸    | 釧路・内陸      | 釧路・内陸      |                    |                    |
| 平年値 （月単位） | 平年値 （月単位） | 釧路町 知方学      | 釧路               | 釧路市 鶴丘         | 白糠               | 標茶           | 鶴居            | 釧路市 中徹別 | 弟子屈        | 弟子屈町 川湯   | 釧路市 阿寒湖畔 |                    |                    |
| 平均 気温 (℃)     | 最暖月            | 16.8 （8月）       | 17.8 （8月）       |                     | 17.8 （8月）       | 18.4 （8月）   | 18.5 （8月）    | 18.5 （8月）  | 17.7 （8月）  | 18.3 （8月）    | 17.7 （8月）    |                    |                    |
| 平均 気温 (℃)     | 最寒月            | -5.3 （2月）       | -5.3 （1, 2月）    |                     | -6.9 （1月）       | -8.4 （1月）   | -7.9 （1月）    | -8.1 （1月）  | -7.6 （1月）  | -9.6 （1, 2月） | -10.7 （1月）   |                    |                    |
| 降水量 (mm)       | 最多月            | 178.9 （9月）      | 153.1 （9月）      |                     | 177.5 （9月）      | 155.0 （9月）  | 158.6 （9月）   | 172.3 （8月） | 148.3 （9月） | 122.1 （9月）   | 158.4 （9月）   |                    |                    |
| 降水量 (mm)       | 最少月            | 21.9 （2月）       | 29.4 （2月）       |                     | 24.1 （2月）       | 28.5 （2月）   | 31.2 （2月）    | 33.3 （2月）  | 39.9 （2月）  | 31.5 （2月）    | 52.0 （2月）    |                    |                    |

| 平年値 （月単位） | 平年値 （月単位） | 十勝・北部    | 十勝・北部    | 十勝・北部    | 十勝・北部    | 十勝・北部    | 十勝・北部      | 十勝・中部    | 十勝・中部    | 十勝・中部    | 十勝・中部    |
| 平年値 （月単位） | 平年値 （月単位） | 陸別          | 上士幌町 糠平 | 上士幌        | 足寄          | 鹿追          | 新得            | 本別          | 音更町 駒場   | 芽室          | 池田          |
| ----------------- | ----------------- | ------------- | ------------- | ------------- | ------------- | ------------- | --------------- | ------------- | ------------- | ------------- | ------------- |
| 平均 気温 (℃)     | 最暖月            | 19.0 （8月）  | 17.5 （8月）  | 18.7 （8月）  | 19.8 （8月）  | 19.3 （8月）  | 19.7 （8月）    | 19.9 （8月）  | 19.3 （8月）  | 19.7 （8月）  | 19.1 （8月）  |
| 平均 気温 (℃)     | 最寒月            | -11.5 （1月） | -10.9 （1月） | -8.1 （1月）  | -9.5 （1月）  | -7.1 （1月）  | -6.6 （1月）    | -9.0 （1月）  | -8.6 （1月）  | -8.7 （1月）  | -8.6 （1月）  |
| 降水量 (mm)       | 最多月            | 121.4 （9月） | 200.1 （8月） | 148.2 （8月） | 132.3 （8月） | 170.2 （8月） | 204.9 （8月）   | 126.9 （8月） | 153.0 （9月） | 171.5 （9月） | 143.1 （9月） |
| 降水量 (mm)       | 最少月            | 21.9 （2月）  | 32.7 （2月）  | 19.0 （2月）  | 17.5 （2月）  | 23.4 （2月）  | 36.5 （2月）    | 16.8 （2月）  | 18.4 （2月）  | 31.0 （2月）  | 25.0 （2月）  |
| 平年値 （月単位） | 平年値 （月単位） | 十勝・中部    | 十勝・中部    | 十勝・中部    | 十勝・中部    | 十勝・中部    | 十勝・南部      | 十勝・南部    | 十勝・南部    | 十勝・南部    |               |
| 平年値 （月単位） | 平年値 （月単位） | 帯広          | 帯広市 帯広泉 | 幕別町 糠内   | 浦幌          | 豊頃町 大津   | 中札内村 上札内 | 更別          | 大樹          | 広尾          |               |
| 平均 気温 (℃)     | 最暖月            | 20.0 （8月）  |               | 18.9 （8月）  | 19.1 （8月）  | 17.6 （8月）  | 18.7 （8月）    | 18.9 （8月）  | 18.7 （8月）  | 18.3 （8月）  |               |
| 平均 気温 (℃)     | 最寒月            | -7.7 （1月）  |               | -10.5 （1月） | -7.6 （1月）  | -8.3 （1月）  | -8.5 （1月）    | -9.1 （1月）  | -8.9 （1月）  | -4.8 （1月）  |               |
| 降水量 (mm)       | 最多月            | 139.8 （9月） |               | 164.0 （8月） | 142.9 （8月） | 170.7 （8月） | 217.6 （8月）   | 197.1 （9月） | 203.3 （9月） | 259.5 （9月） |               |
| 降水量 (mm)       | 最少月            | 30.7 （2月）  |               | 31.0 （2月）  | 27.6 （2月）  | 27.0 （2月）  | 47.2 （2月）    | 41.0 （2月）  | 26.5 （2月）  | 60.1 （2月）  |               |

### 道央
日本海側か太平洋側かによって大きく気候は異なる。日本海側は夏・冬ともに気温が高く、太平洋側は低い。石狩平野はその中間点でもあるが、山地によって隔たれないために明確な境界線は引きにくい。しかし、札幌市清田区から千歳市にかけてが日本海側気候と太平洋側気候の混合地帯とされる。ケッペンの気候区分ではほぼ全域が冷帯湿潤気候に属するが、積丹半島南部以南の日本海側沿岸部、室蘭市のある絵鞆半島、日高地方の浦河以南から襟裳岬にかけての太平洋沿岸部が温帯に属し西岸海洋性気候とされることもある。
- 日本海側

道央の広い範囲が日本海側気候に属する。冬季は特に沿岸部で温暖であるが、降雪量、積雪量ともに多く、豪雪地帯となる。季節風も強いため、石狩平野などでは地吹雪となることもある。また、爆弾低気圧が直撃すると、一晩で 1 m 以上の豪雪を記録することがある。なお、道央と同緯度・同気候帯に属するアメリカ五大湖沿岸部とは、冬季に湖水効果による雪の影響を受けるという点でも類似している。しかし、日照時間が少なく、放射冷却が起きにくいために、特に沿岸部では冷え込みは緩い。内陸の滝川や深川など空知北部は非常に寒冷・豪雪で、気温はしばしば‐25度を下回る寒さとなる。後志の羊蹄山周辺も冬季は豪雪地帯となり寒さも非常に厳しいため良質なパウダースノーを擁した世界屈指のスキーリゾート地となっている。一方、夏季は太平洋側に比べると比較的暑くなり、猛暑日こそないものの札幌では都市気候の影響を受け、特に近年は最低気温が下がりにくくなっている（ケッペンの気候区分では、札幌はDfaに属する）。降水量が最も少ないのが6月である。
恵庭・千歳などの位置する石狩平野南部や馬追丘陵の地域から南へ行くほど太平洋側気候の影響が強くなり、夏季は冷涼、冬季は寒さが非常に厳しく、-20度以下の冷え込みが続くこともあるが積雪は比較的少なく日照時間も比較的多く、穏やかな気候である。
- 太平洋側

胆振・日高の太平洋側は夏は冷涼であり、沿岸部では30度を超えることは非常に少ない。これは南方から吹きつける高温多湿の熱風が親潮の上を通って冷やされるためで、沿岸の町は海霧に覆われることも多い。冬季は伊達や室蘭のある胆振西部や日高南部の沿岸部は温暖な一方、内陸部は放射冷却により冷え込み、夜間や朝方は-25度まで下がることも少なくないが、雪は多くない。特に沿岸部は冬の日照時間も多く日中は比較的暖かくなるため、一年を通じて穏やかで過ごしやすい気候と言える。
夏から秋にかけては、年間のうち最も降水量が多く、オロフレ山系の南東側にあたる登別市や白老町では短時間に大雨をもたらすことがある。また、噴火湾に面した豊浦町などがある胆振地方北西部や伊達市の旧大滝村地区、洞爺湖町の旧洞爺村地区などの胆振内陸部は、日本海側気候であり、降雪量が多く特別豪雪地帯に指定されている。
| 平年値 （月単位） | 平年値 （月単位） | 後志・日本海沿岸部 | 後志・日本海沿岸部 | 後志・日本海沿岸部 | 後志・日本海沿岸部 | 後志・日本海沿岸部 | 後志・日本海沿岸部 | 後志・内陸    | 後志・内陸    | 後志・内陸      | 後志・内陸    | 後志・内陸         | 胆振・太平洋沿岸部 | 胆振・太平洋沿岸部 | 胆振・太平洋沿岸部 | 胆振・太平洋沿岸部 | 胆振・太平洋沿岸部 |
| 平年値 （月単位） | 平年値 （月単位） | 小樽               | 余市               | 積丹町 美国        | 神恵内             | 共和               | 寿都               | 蘭越          | 黒松内        | 倶知安          | 喜茂別        | 真狩               | 豊浦町 大岸        | 伊達               | 室蘭               | 登別               |                    |
| ----------------- | ----------------- | ------------------ | ------------------ | ------------------ | ------------------ | ------------------ | ------------------ | ------------- | ------------- | --------------- | ------------- | ------------------ | ------------------ | ------------------ | ------------------ | ------------------ | ------------------ |
| 平均 気温 (℃)     | 最暖月            | 21.6 （8月）       | 21.3 （8月）       | 20.4 （8月）       | 21.6 （8月）       | 21.4 （8月）       | 21.0 （8月）       | 20.9 （8月）  | 20.6 （8月）  | 20.5 （8月）    | 19.7 （8月）  | 18.9 （8月）       | 20.5 （8月）       |                    | 20.5 （8月）       | 19.5 （8月）       |                    |
| 平均 気温 (℃)     | 最寒月            | -3.5 （1月）       | -4.2 （1月）       | -4.3 （1月）       | -2.7 （1月）       | -3.5 （1月）       | -2.6 （1月）       | -4.6 （1月）  | -4.7 （1月）  | -6.0 （1月）    | -7.6 （1月）  | -7.0 （1月）       | -4.4 （1月）       |                    | -2.2 （1月）       | -4.4 （1月）       |                    |
| 降水量 (mm)       | 最多月            | 141.4 （10月）     | 161.8 （10月）     | 244.7 （11月）     | 141.0 （10月）     | 117.4 （9月）      | 145.8 （10月）     | 139.1 （9月） | 192.0 （9月） | 193.4 （12月）  | 151.5 （8月） | 158.9 （8月）      | 172.8 （8月）      |                    | 205.9 （8月）      | 362.0 （8月）      |                    |
| 降水量 (mm)       | 最少月            | 49.2 （6月）       | 44.1 （6月）       | 50.0 （6月）       | 53.6 （6月）       | 38.8 （3月）       | 52.6 （6月）       | 50.8 （6月）  | 76.3 （6月）  | 54.1 （6月）    | 49.2 （6月）  | 56.1 （6月）       | 61.3 （3月）       |                    | 48.2 （2月）       | 47.5 （2月）       |                    |
| 平年値 （月単位） | 平年値 （月単位） | 胆振・太平洋沿岸部 | 胆振・太平洋沿岸部 | 胆振・太平洋沿岸部 | 胆振・内陸         | 胆振・内陸         | 胆振・内陸         | 胆振・内陸    | 日高・内陸    | 日高・内陸      | 日高・内陸    | 日高・太平洋沿岸部 | 日高・太平洋沿岸部 | 日高・太平洋沿岸部 | 日高・太平洋沿岸部 | 日高・太平洋沿岸部 |                    |
| 平年値 （月単位） | 平年値 （月単位） | 白老               | 苫小牧             | むかわ町 鵡川      | 伊達市 大滝        | 白老町 森野        | 厚真               | むかわ町 穂別 | 日高          | 新ひだか町 新和 | 浦河町 中杵臼 | 日高町 日高門別    | 新ひだか町 静内    | 新ひだか町 三石    | 浦河               | えりも町 えりも岬  |                    |
| 平均 気温 (℃)     | 最暖月            | 19.9 （8月）       | 20.3 （8月）       | 20.2 （8月）       | 19.0 （8月）       | 19.3 （8月）       | 20.2 （8月）       | 20.3 （8月）  | 20.1 （8月）  | 20.5 （8月）    | 19.8 （8月）  | 20.2 （8月）       |                    | 19.9 （8月）       | 19.8 （8月）       | 17.4 （8月）       |                    |
| 平均 気温 (℃)     | 最寒月            | -4.4 （1月）       | -4.1 （1月）       | -6.6 （1月）       | -7.6 （1月）       | -5.4 （1月）       | -7.3 （1月）       | -8.8 （1月）  | -8.0 （1月）  | -7.4 （1月）    | -6.8 （1月）  | -5.7 （1月）       |                    | -5.0 （1月）       | -2.8 （1月）       | -2.7 （2月）       |                    |
| 降水量 (mm)       | 最多月            | 293.1 （8月）      | 212.4 （8月）      | 179.6 （8月）      | 198.3 （8月）      | 393.5 （9月）      | 179.7 （8月）      | 202.3 （8月） | 199.7 （8月） | 205.1 （8月）   | 241.6 （8月） | 178.0 （8月）      |                    | 197.7 （8月）      | 161.7 （8月）      | 140.5 （8月）      |                    |
| 降水量 (mm)       | 最少月            | 36.0 （2月）       | 32.5 （2月）       | 23.4 （2月）       | 85.2 （2月）       | 62.8 （2月）       | 28.2 （2月）       | 31.4 （2月）  | 41.1 （2月）  | 33.6 （2月）    | 40.4 （2月）  | 19.1 （2月）       |                    | 28.1 （2月）       | 26.9 （2月）       | 18.3 （2月）       |                    |

- 表内の平均気温の太字は最寒月の平均気温が‐3度以上（西岸海洋性気候）の値を表す。

| 平年値 （月単位） | 平年値 （月単位） | 石狩・日本海沿岸部 | 石狩・日本海沿岸部 | 石狩・日本海沿岸部  | 石狩・日本海沿岸部 | 石狩・日本海沿岸部 | 石狩・内陸    | 石狩・内陸     | 石狩・内陸    | 石狩・内陸    | 石狩・内陸      |
| 平年値 （月単位） | 平年値 （月単位） | 石狩市 浜益        | 石狩市 厚田        | 石狩                | 札幌市 山口        | 札幌               | 新篠津        | 江別           | 恵庭          | 千歳          | 千歳市 支笏湖畔 |
| ----------------- | ----------------- | ------------------ | ------------------ | ------------------- | ------------------ | ------------------ | ------------- | -------------- | ------------- | ------------- | --------------- |
| 平均 気温 (℃)     | 最暖月            | 21.2 （8月）       | 20.7 （8月）       | 20.6 （8月）        | 21.3 （8月）       | 22.0 （8月）       | 20.6 （8月）  |                | 20.4 （8月）  |               | 19.3 （8月）    |
| 平均 気温 (℃)     | 最寒月            | -3.7 （1, 2月）    | -4.3 （1月）       | -4.7 （1月）        | -4.5 （1月）       | -4.1 （1月）       | -6.7 （1月）  |                | -6.8 （1月）  |               | -5.0 （1月）    |
| 降水量 (mm)       | 最多月            | 146.0 （10月）     | 138.1 （10月）     | 142.2 （9月）       | 125.0 （9月）      | 137.6 （9月）      | 147.5 （8月） |                | 179.9 （8月） |               | 273.2 （9月）   |
| 降水量 (mm)       | 最少月            | 49.7 （6月）       | 52.8 （3月）       | 42.2 （6月）        | 40.5 （6月）       | 51.4 （6月）       | 51.5 （4月）  |                | 49.6 （2月）  |               | 66.5 （2月）    |
| 平年値 （月単位） | 平年値 （月単位） | 空知               | 空知               | 空知                | 空知               | 空知               | 空知          | 空知           | 空知          | 空知          | 空知            |
| 平年値 （月単位） | 平年値 （月単位） | 沼田町 石狩沼田    | 深川               | 新十津川町 空知吉野 | 滝川               | 芦別               | 美唄          | 月形           | 岩見沢        | 長沼          | 夕張            |
| 平均 気温 (℃)     | 最暖月            | 20.5 （8月）       | 20.6 （8月）       | 20.4 （8月）        | 20.7 （8月）       | 21.4 （8月）       | 21.1 （8月）  | 20.4 （8月）   | 21.2 （8月）  | 20.9 （8月）  | 19.7 （8月）    |
| 平均 気温 (℃)     | 最寒月            | -8.0 （1月）       | -7.7 （1月）       | -7.4 （1月）        | -7.4 （1月）       | -6.9 （1月）       | -6.7 （1月）  | -6.3 （1月）   | -5.9 （1月）  | -6.8 （1月）  | -7.0 （1月）    |
| 降水量 (mm)       | 最多月            | 147.0 （11月）     | 137.9 （8月）      | 201.1 （11月）      | 154.5 （9月）      | 140.6 （11月）     | 157.0 （8月） | 161.6 （11月） | 152.4 （8月） | 165.6 （8月） | 148.5 （9月）   |
| 降水量 (mm)       | 最少月            | 53.0 （4月）       | 47.9 （2月）       | 77.7 （4月）        | 55.5 （2月）       | 54.3 （2月）       | 57.2 （4月）  | 61.7 （6月）   | 56.9 （3月）  | 53.1 （6月）  | 71.4 （6月）    |

- 表内の平均気温の太字は最暖月の平均気温が22度以上の値を表す。

### 道南
ほぼ全域が日本海側気候に属する。ケッペンの気候区分では日本海側沿岸部など一部沿岸地域を除き亜寒帯湿潤気候に属する。
日本海側の沿岸部は対馬暖流の影響で夏・冬ともに北海道の中では最も平均気温が高く、ケッペンの気候区分では温暖湿潤気候に属する。最南端の松前の1月の平均気温は-0.9度と対岸の青森（-1.4度）よりも高い。これらの地域は冬季の日照時間は非常に少なく季節風が強く、冬季の総降雪量は多くても、風速と気温の影響で積もりにくい。厚沢部町、今金町などの内陸部は雪も多く、冬季は-20度を下回ることもあり厳しい寒さとなる。また、夏季は蒸し暑くなり過去に北海道の中でも珍しい熱帯夜が観測されたことも何度かあり、本州の日本海側の気候に非常に近い。
一方、函館市のある津軽海峡沿岸部から太平洋沿岸部中部にかけては、冬季は平均気温-3度前後で比較的温暖、夏季は平均気温が21度前後と比較的冷涼である。ケッペンの気候区分では温帯と亜寒帯（亜寒帯湿潤気候）の境目に位置し、西岸海洋性気候（Cfb）とされることもある。沿岸部でも夏は霧が出ることは少なく、冬季の積雪量も木古内町を除けばそれほど多くなく、道内ではとりわけ過ごしやすい気候である。
長万部町など内浦湾沿岸北部の夏はとても冷涼で、胆振地方と同様にしばしば海霧に覆われる。
| 平年値 （月単位） | 平年値 （月単位） | 内陸          | 内陸          | 太平洋沿岸部  | 太平洋沿岸部  | 太平洋沿岸部 | 太平洋沿岸部  | 津軽海峡沿岸部 | 津軽海峡沿岸部 | 津軽海峡沿岸部 | 津軽海峡沿岸部 | 日本海沿岸部  | 日本海沿岸部  | 日本海沿岸部  | 日本海沿岸部  | 奥尻島 | 奥尻島      |
| 平年値 （月単位） | 平年値 （月単位） | 今金          | 厚沢部町 鶉   | 長万部        | 八雲          | 森           | 函館市 川汲   | 函館           | 函館市 高松    | 北斗           | 木古内         | せたな        | 八雲町 熊石   | 江差          | 松前          | 奥尻   | 奥尻町 米岡 |
| ----------------- | ----------------- | ------------- | ------------- | ------------- | ------------- | ------------ | ------------- | -------------- | -------------- | -------------- | -------------- | ------------- | ------------- | ------------- | ------------- | ------ | ----------- |
| 平均 気温 (℃)     | 最暖月            | 21.2 （8月）  | 21.3 （8月）  | 20.4 （8月）  | 20.7 （8月）  |              | 20.4 （8月）  | 21.7 （8月）   |                | 21.3 （8月）   | 21.2 （8月）   | 21.2 （8月）  | 22.1 （8月）  | 22.4 （8月）  | 22.6 （8月）  |        |             |
| 平均 気温 (℃)     | 最寒月            | -3.8 （1月）  | -3.9 （1月）  | -4.6 （1月）  | -3.8 （1月）  |              | -2.6 （1月）  | -2.9 （1月）   |                | -3.8 （1月）   | -2.7 （1月）   | -2.3 （1月）  | -2.2 （1月）  | -1.1 （1月）  | -0.9 （1月）  |        |             |
| 降水量 (mm)       | 最多月            | 159.1 （8月） | 182.5 （8月） | 184.0 （8月） | 181.6 （8月） |              | 228.7 （9月） | 173.1 （9月）  |                | 170.7 （7月）  | 180.6 （8月）  | 139.5 （8月） | 172.3 （8月） | 151.7 （8月） | 156.6 （9月） |        |             |
| 降水量 (mm)       | 最少月            | 71.1 （6月）  | 70.4 （3月）  | 71.2 （2月）  | 69.2 （6月）  |              | 64.3 （2月）  | 60.2 （2月）   |                | 56.6 （2月）   | 75.5 （4月）   | 49.0 （2月）  | 71.2 （2月）  | 60.9 （3月）  | 75.5 （6月）  |        |             |

- 表内の平均気温の太字は最寒月の平均気温が‐3度以上（西岸海洋性気候・温暖湿潤気候）、最暖月の平均気温が22度以上（温暖湿潤気候）の値を表す。

## 近年の傾向
日本国内の他地域の例にもれずに、年間を通しての温暖化が進んでいる。特に冬季の高温化は、90年代以降著しく、例外的に1998年や2001年のような寒冬になる年もあるものの、ほとんどの年が暖冬となっている。特に1990年代前半と2000年代後半の記録的な暖冬続きの影響を強く受けているためで、1981年 - 2010年の30年間平均値が適用された新平年値における冬季の気温上昇率は、東京などをしのぎ全国有数となった地域が多い。気温数値だけを見ると、1961年 - 1990年の平年値では亜寒帯に属していた函館や浦河は温帯へと変わっており（特に函館は亜寒帯湿潤気候から西岸海洋性気候を経て、最新の平年値では温暖湿潤気候に変わっている）、札幌の最寒月の新平年値は-3.6度（+0.5度）となっている。これは、一般に高緯度ほど温暖化の影響を顕著に受けることを表している。特に札幌を中心とするヒートアイランド現象による都市部の温暖化は顕著であり、季節を問わず年間を通して最低気温の上昇率が甚だしい。実際、100年間の間に1月の最低気温は札幌で6.5度、帯広で6.3度と大幅に上昇している。また、都市部のみならず、網走のように都市化がそれほど進んでないといわれるような地域でも高温化が進んでいる。これは、地球温暖化によるオホーツク海の流氷の減少や、日本海の水温の上昇、偏西風の影響による寒気の吹き出し先の変化など複合的要因があるとみられる。
一方、北海道においては暖冬となるほど、降雪量が増す傾向もあり、特に太平洋側の地域ではそれが顕著である。これは、北海道の雪は本来、水分を多く含まないサラサラのパウダースノーであるが温暖化によって水分を多く含む湿った重い雪となっているからであり、北海道においては冬季の温暖化と降雪量の減少は比例しないことが多い。湿った重い雪の増加は除雪作業の大きな負担となりつつある。
夏季においては、冷夏となる年も少なくなく、冬季ほどは高温化は進んでないものの、2007年や2010年のように各地で最高気温の記録を塗り替えるなど猛暑となる年が増えている。たとえば、2010年6月には、北見で全国初の猛暑日を観測したり、冷涼な釧路で6月に32.4度という最高気温記録を大幅に塗り替えるなどという現象も起こっている。さらに、オホーツク沿岸部や道南地域、また札幌市やその周辺の地域でも熱帯夜が観測されるということも起こっている。
例年、6月に入ると本州付近に停滞して本格的に大雨長雨をもたらす梅雨前線の活動も、最終的に北海道付近に達する頃にはその活動も弱まり、本州付近に見られるような長雨の状態が続くのはまれであった。このことから北海道には梅雨がないと従来より定義されてきた。だが近年、北海道上空に勢力を保持した状態で梅雨前線がとどまる現象が常態化している。特に2010年を境として2011年ごろから毎年、梅雨期には、道南西部を中心に長雨に見舞われるようになり、「北海道にも、蝦夷梅雨（リラ冷え）と違う本格的な梅雨が現れている」との指摘もある。さらに局地的なゲリラ豪雨といわれる現象も道内各地で目立つようになり、特に2018年6 - 7月に発生した平成30年7月豪雨は、大雨に慣れていない道東部を中心に大きな被害を出した。
近年、北海道の中でも特にオホーツク海沿岸部の2月の高温化が著しい。網走の最寒月である2月の新平年値は前平年値から0.6度も上昇し全国の官署の中でもトップである。これは本来であれば2月になると、オホーツク海沿岸部が流氷で完全に埋め尽くされることにより沿岸地方でも内陸性の気候の特色を有するようになる。その結果、内陸のように厳しい冷え込みをもたらし、平均気温を押し下げていたものが、近年では完全に流氷で埋め尽くされることが少なくなった結果、海洋性の特色が維持されるために最低気温が下がりにくくなり、平均気温の上昇をもたらしているとも言える。
- 参考：各年代の理科年表における最寒月と最暖月の平均気温の変化（単位：℃）

| 都市   | 最寒月   | 最寒月   | 最寒月   | 最寒月   | 最暖月   | 最暖月   | 最暖月   | 最暖月   |
| 都市   | 1980年代 | 1990年代 | 2000年代 | 2010年代 | 1980年代 | 1990年代 | 2000年代 | 2010年代 |
| ------ | -------- | -------- | -------- | -------- | -------- | -------- | -------- | -------- |
| 札幌   | -5.1     | -4.6     | -4.1     | -3.6     | 21.7     | 21.7     | 22.0     | 22.3     |
| 稚内   | -5.8     | -5.7     | -5.1     | -4.7     | 19.2     | 19.2     | 19.5     | 19.6     |
| 網走   | -7.1     | -7.2     | -6.6     | -6.0     | 19.0     | 19.1     | 19.4     | 19.6     |
| 旭川   | -8.5     | -8.4     | -7.8     | -7.5     | 20.9     | 20.9     | 21.1     | 21.1     |
| 釧路   | -6.6     | -6.1     | -5.6     | -5.4     | 17.9     | 17.8     | 17.9     | 18.0     |
| 函館   | -3.9     | -3.4     | -2.9     | -2.6     | 21.5     | 21.6     | 21.7     | 22.0     |
| 仙台   | 0.6      | 1.0      | 1.5      | 1.6      | 24.0     | 24.0     | 24.1     | 24.1     |
| 東京   | 4.1      | 5.2      | 5.8      | 6.1      | 26.7     | 27.1     | 27.1     | 27.4     |
| 大阪   | 4.5      | 5.5      | 5.8      | 5.9      | 28.0     | 28.2     | 28.5     | 28.9     |
| 鹿児島 | 6.7      | 7.2      | 8.3      | 8.5      | 27.3     | 27.9     | 28.2     | 28.5     |

## 札幌の気候

### 地域別特徴
おおまかに、札幌の気候は特色により日本海側、内陸、山岳地帯の3地域に分けられ、特に冬場は気温や降雪量などの点で大きく違うことも多い。札幌市では区ごとの降雪量を公表している。各区にある土木センターの平均累計降雪量で比較すると、以下の表のようになっているが、観測地点の局所的影響も大きいため、同じ区内でも降雪量には差がある。
- 札幌圏の平均累計降雪量[4][5][6]

| 地区名         | 累計降雪量cm |
| -------------- | ------------ |
| 新篠津村       | 816cm        |
| 岩見沢市       | 753cm        |
| 小樽市         | 676cm        |
| 石狩市         | 651cm        |
| 札幌管区気象台 | 597cm        |
| 西区           | 589cm        |
| 恵庭市         | 576cm        |
| 厚別区         | 577cm        |
| 江別市         | 531.2cm      |
| 北区           | 530cm        |
| 東区           | 513cm        |
| 白石区         | 490cm        |
| 清田区         | 488cm        |
| 手稲区         | 452cm        |
| 中央区         | 431cm        |
| 南区           | 429cm        |
| 豊平区         | 370cm        |
| 千歳市         | 201cm        |
| 苫小牧市       | 138cm        |

#### 日本海側
中央区、西区、豊平区、手稲区、北区の大部分、東区、白石区の一部などに該当し、札幌気象台が置かれている地域である。したがって一般に札幌の気候といえば、この地域を代表していることが多い。夏は北海道の中では蒸し暑く、冬は曇天と豪雪地域となる。特に季節風の影響を直接受けやすい北区や東区は市内有数の豪雪地域として知られている。季節風が西風の場合は手稲山が雪雲を遮断するため、北区や東区へ雪雲が流れる一方、中央区などは影響を受けずに降雪量が少なくなり、逆に、北風型の場合は、中央区方面なども降雪の主体となるなど風向きによって降雪量の地域差も非常に大きくなる。冬は晴れ間が少なく、風が強いために、北海道としては冷え込みは比較的緩く、マイナス20度前後まで下がることは極めて稀である。そして、西区から中央区にかけての札幌中心市街地は、もともと上記のように放射冷却が起こりにくい地域であるのに加えて、ヒートアイランド現象の影響を強く受けるために、気温が下がらず冷え込みはさらに緩くなり、近年では最低気温が、マイナス10度以下になる日数も、急減している。それと同時に、夏季においては、夜も気温が下がりにくくなり、最低気温が20度を下回らない日が増加している。このように季節を問わず、朝晩の最低気温が、北海道で最も高い地域の一つである。北区や東区は石狩市の気候により近い。
| 手稲区・手稲山口（1981年 - 2010年）の気候 | 手稲区・手稲山口（1981年 - 2010年）の気候 | 手稲区・手稲山口（1981年 - 2010年）の気候 | 手稲区・手稲山口（1981年 - 2010年）の気候 | 手稲区・手稲山口（1981年 - 2010年）の気候 | 手稲区・手稲山口（1981年 - 2010年）の気候 | 手稲区・手稲山口（1981年 - 2010年）の気候 | 手稲区・手稲山口（1981年 - 2010年）の気候 | 手稲区・手稲山口（1981年 - 2010年）の気候 | 手稲区・手稲山口（1981年 - 2010年）の気候 | 手稲区・手稲山口（1981年 - 2010年）の気候 | 手稲区・手稲山口（1981年 - 2010年）の気候 | 手稲区・手稲山口（1981年 - 2010年）の気候 | 手稲区・手稲山口（1981年 - 2010年）の気候 |
| 月                                        | 1月                                       | 2月                                       | 3月                                       | 4月                                       | 5月                                       | 6月                                       | 7月                                       | 8月                                       | 9月                                       | 10月                                      | 11月                                      | 12月                                      | 年                                        |
| ----------------------------------------- | ----------------------------------------- | ----------------------------------------- | ----------------------------------------- | ----------------------------------------- | ----------------------------------------- | ----------------------------------------- | ----------------------------------------- | ----------------------------------------- | ----------------------------------------- | ----------------------------------------- | ----------------------------------------- | ----------------------------------------- | ----------------------------------------- |
| 平均最高気温 °C （°F）                    | −0.8 (30.6)                               | −0.2 (31.6)                               | 3.5 (38.3)                                | 11.1 (52)                                 | 17.3 (63.1)                               | 21.2 (70.2)                               | 24.7 (76.5)                               | 26.3 (79.3)                               | 22.4 (72.3)                               | 16.2 (61.2)                               | 8.5 (47.3)                                | 1.9 (35.4)                                | 12.7 (54.9)                               |
| 平均最低気温 °C （°F）                    | −8.4 (16.9)                               | −8.3 (17.1)                               | −4.4 (24.1)                               | 1.4 (34.5)                                | 6.4 (43.5)                                | 11.1 (52)                                 | 15.7 (60.3)                               | 17.3 (63.1)                               | 12.2 (54)                                 | 5.7 (42.3)                                | 0.2 (32.4)                                | −5.2 (22.6)                               | 3.6 (38.5)                                |
| 降水量 mm （inch）                        | 98.6 (3.882)                              | 76.4 (3.008)                              | 53.9 (2.122)                              | 47.4 (1.866)                              | 50.2 (1.976)                              | 41.4 (1.63)                               | 72.2 (2.843)                              | 111.6 (4.394)                             | 122.7 (4.831)                             | 105.0 (4.134)                             | 107.0 (4.213)                             | 99.1 (3.902)                              | 985.4 (38.795)                            |
| 平均月間日照時間                          | 75.6                                      | 92.1                                      | 142.9                                     | 172.8                                     | 192.5                                     | 170.3                                     | 155.6                                     | 168.3                                     | 161.8                                     | 143.1                                     | 91.6                                      | 73.9                                      | 1,640.6                                   |
| 出典：気象庁                              |                                           |                                           |                                           |                                           |                                           |                                           |                                           |                                           |                                           |                                           |                                           |                                           |                                           |

#### 内陸
厚別区、清田区のほぼ全域と白石区、豊平区、南区、東区の一部などが該当する。日本海側気候よりも、より内陸性の特色が強く出てくるために、全般に昼夜の寒暖の差が激しい。特に、厚別区、清田区は顕著な内陸性で、札幌では比較的冷え込みの激しい地域である。札幌駅から南西に7ｋｍほど行った札幌ドームに隣接する北海道農業研究センター気象観測露場での観測では、ほぼ毎年のように-20度前後の気温が観測されている。降雪量は地域や年ごとのばらつきもあるが、冬期の日本海からの湿った季節風の影響を受けにくいため、概ね日本海側よりも少雪である。また、夏季は太平洋側の影響も受けるために比較冷涼であり、特に朝晩は非常に過ごしやすい。全般に札幌気象台の気候よりは、東部は江別市、南部は恵庭市や千歳市の気候（アメダス）により近い。
| 豊平区・北海道農業研究センター気象観測露場における観測値（1981年 - 2000年）の気候 | 豊平区・北海道農業研究センター気象観測露場における観測値（1981年 - 2000年）の気候 | 豊平区・北海道農業研究センター気象観測露場における観測値（1981年 - 2000年）の気候 | 豊平区・北海道農業研究センター気象観測露場における観測値（1981年 - 2000年）の気候 | 豊平区・北海道農業研究センター気象観測露場における観測値（1981年 - 2000年）の気候 | 豊平区・北海道農業研究センター気象観測露場における観測値（1981年 - 2000年）の気候 | 豊平区・北海道農業研究センター気象観測露場における観測値（1981年 - 2000年）の気候 | 豊平区・北海道農業研究センター気象観測露場における観測値（1981年 - 2000年）の気候 | 豊平区・北海道農業研究センター気象観測露場における観測値（1981年 - 2000年）の気候 | 豊平区・北海道農業研究センター気象観測露場における観測値（1981年 - 2000年）の気候 | 豊平区・北海道農業研究センター気象観測露場における観測値（1981年 - 2000年）の気候 | 豊平区・北海道農業研究センター気象観測露場における観測値（1981年 - 2000年）の気候 | 豊平区・北海道農業研究センター気象観測露場における観測値（1981年 - 2000年）の気候 | 豊平区・北海道農業研究センター気象観測露場における観測値（1981年 - 2000年）の気候 |
| 月                                                                                | 1月                                                                               | 2月                                                                               | 3月                                                                               | 4月                                                                               | 5月                                                                               | 6月                                                                               | 7月                                                                               | 8月                                                                               | 9月                                                                               | 10月                                                                              | 11月                                                                              | 12月                                                                              | 年                                                                                |
| --------------------------------------------------------------------------------- | --------------------------------------------------------------------------------- | --------------------------------------------------------------------------------- | --------------------------------------------------------------------------------- | --------------------------------------------------------------------------------- | --------------------------------------------------------------------------------- | --------------------------------------------------------------------------------- | --------------------------------------------------------------------------------- | --------------------------------------------------------------------------------- | --------------------------------------------------------------------------------- | --------------------------------------------------------------------------------- | --------------------------------------------------------------------------------- | --------------------------------------------------------------------------------- | --------------------------------------------------------------------------------- |
| 平均最高気温 °C （°F）                                                            | −1.9 (28.6)                                                                       | −1.2 (29.8)                                                                       | 2.4 (36.3)                                                                        | 10.1 (50.2)                                                                       | 16.0 (60.8)                                                                       | 19.8 (67.6)                                                                       | 23.6 (74.5)                                                                       | 24.9 (76.8)                                                                       | 21.0 (69.8)                                                                       | 14.8 (58.6)                                                                       | 7.3 (45.1)                                                                        | 1.1 (34)                                                                          | 11.49 (52.68)                                                                     |
| 平均最低気温 °C （°F）                                                            | −11.1 (12)                                                                        | −10.8 (12.6)                                                                      | −6.3 (20.7)                                                                       | 0.8 (33.4)                                                                        | 5.4 (41.7)                                                                        | 10.3 (50.5)                                                                       | 15.2 (59.4)                                                                       | 17.1 (62.8)                                                                       | 11.8 (53.2)                                                                       | 5.0 (41)                                                                          | −1.2 (29.8)                                                                       | −7.3 (18.9)                                                                       | 2.41 (36.33)                                                                      |
| 降水量 mm （inch）                                                                | 60.8 (2.394)                                                                      | 56.8 (2.236)                                                                      | 46.0 (1.811)                                                                      | 57.7 (2.272)                                                                      | 63.1 (2.484)                                                                      | 53.9 (2.122)                                                                      | 81.1 (3.193)                                                                      | 157.8 (6.213)                                                                     | 144.2 (5.677)                                                                     | 106.5 (4.193)                                                                     | 66.0 (2.598)                                                                      | 63.0 (2.48)                                                                       | 956.9 (37.673)                                                                    |
| 降雪量 cm （inch）                                                                | 64 (25.2)                                                                         | 89 (35)                                                                           | 75 (29.5)                                                                         | 27 (10.6)                                                                         | 0 (0)                                                                             | 0 (0)                                                                             | 0 (0)                                                                             | 0 (0)                                                                             | 0 (0)                                                                             | 1 (0.4)                                                                           | 12 (4.7)                                                                          | 42 (16.5)                                                                         | - (121.9)                                                                         |
| 平均月間日照時間                                                                  | 93.9                                                                              | 110.9                                                                             | 153.3                                                                             | 155.2                                                                             | 159.5                                                                             | 148.2                                                                             | 133.6                                                                             | 142.9                                                                             | 140.1                                                                             | 135.9                                                                             | 79.3                                                                              | 73.6                                                                              | 1,526.4                                                                           |
| 出典：北海道農業研究センター                                                      |                                                                                   |                                                                                   |                                                                                   |                                                                                   |                                                                                   |                                                                                   |                                                                                   |                                                                                   |                                                                                   |                                                                                   |                                                                                   |                                                                                   |                                                                                   |

#### 山岳地帯
南区の広い範囲を占める。他に、手稲区や中央区、西区にも山岳地帯がある。気候は寒い印象があるが、高台や斜面などは逆転層の発生などにより、放射冷却の影響は受けにくく、内陸平地と比べるとそれほど強い冷え込みとはなりにくい場合も少なくない。

### 札幌圏の平均気温・平均降水量・降雪量・積雪量
- 月別平均最低気温℃（1981～2010年平均値、ただし羊ケ丘は1981～2000年、江別は2000～2010年、千歳は2003～2010年平均値）

| 地点               | 1月   | 2月   | 3月  | 4月  | 5月 | 6月  | 7月  | 8月  | 9月  | 10月 | 11月 | 12月 | 年  |
| ------------------ | ----- | ----- | ---- | ---- | --- | ---- | ---- | ---- | ---- | ---- | ---- | ---- | --- |
| 気象台（中央区）   | -7.0  | -6.6  | -2.9 | 3.2  | 8.3 | 12.9 | 17.3 | 19.1 | 14.2 | 7.5  | 1.3  | -4.1 | 5.3 |
| 山口（手稲区）     | -8.4  | -8.3  | -4.4 | 1.4  | 6.4 | 11.1 | 15.7 | 17.3 | 12.2 | 5.7  | 0.2  | -5.2 | 3.6 |
| 羊ケ丘（豊平区）   | -11.1 | -10.8 | -6.3 | 0.8  | 5.4 | 10.3 | 15.2 | 17.1 | 11.8 | 5.0  | -1.2 | -7.3 | 2.4 |
| 石狩               | -9.1  | -9.1  | -4.8 | 1.3  | 6.5 | 11.6 | 15.8 | 17.2 | 12.2 | 6.1  | 0.3  | -5.6 | 3.5 |
| 江別               | -12.3 | -11.6 | -6.0 | 0.5  | 6.0 | 11.6 | 15.5 | 16.8 | 11.1 | 4.9  | -0.9 | -8.3 | 2.3 |
| 恵庭島松（恵庭市） | -13.2 | -12.8 | -6.9 | 0.1  | 5.4 | 10.6 | 15.2 | 16.9 | 11.1 | 4.1  | -1.8 | -9.1 | 1.7 |
| 千歳               | -12.3 | -12.8 | -6.1 | -0.1 | 5.7 | 11.3 | 15.0 | 17.4 | 11.8 | 4.5  | -1.4 | -8.3 | 2.1 |

- 月別平均最高気温℃（1981～2010年平均値、ただし羊ケ丘は1981～2000年、江別は2000～2010年、千歳は2003～2010年平均値）

| 地点               | 1月  | 2月  | 3月 | 4月  | 5月  | 6月  | 7月  | 8月  | 9月  | 10月 | 11月 | 12月 | 年   |
| ------------------ | ---- | ---- | --- | ---- | ---- | ---- | ---- | ---- | ---- | ---- | ---- | ---- | ---- |
| 気象台（中央区）   | -0.6 | 0.1  | 4.0 | 11.5 | 17.3 | 21.5 | 24.9 | 26.4 | 22.4 | 16.2 | 8.5  | 2.1  | 12.9 |
| 山口（手稲区）     | -0.8 | -0.2 | 3.5 | 11.1 | 17.3 | 21.2 | 24.7 | 26.3 | 22.4 | 16.2 | 8.5  | 1.9  | 12.7 |
| 羊ケ丘（豊平区）   | -1.9 | -1.2 | 2.4 | 10.1 | 16.0 | 19.8 | 23.6 | 24.9 | 21.0 | 14.8 | 7.3  | 1.1  | 11.4 |
| 石狩               | -1.1 | -0.5 | 3.0 | 10.6 | 16.5 | 20.6 | 24.0 | 25.3 | 21.8 | 15.8 | 8.2  | 1.5  | 12.1 |
| 江別               | -2.0 | -1.2 | 2.7 | 10.4 | 16.5 | 21.0 | 23.3 | 25.6 | 22.1 | 15.8 | 7.7  | 0.2  | 11.9 |
| 恵庭島松（恵庭市） | -1.8 | -1.0 | 2.9 | 10.5 | 16.2 | 20.0 | 23.2 | 25.0 | 21.6 | 15.6 | 7.9  | 1.1  | 11.8 |
| 千歳               | -0.9 | -0.4 | 3.7 | 10.4 | 15.9 | 20.0 | 22.1 | 25.1 | 22.2 | 16.1 | 9.0  | 2.0  | 12.1 |

- 月別平均降水量mm（1981～2010年平均値、ただし羊ケ丘は1981～2000年、江別は2000～2010年、千歳は2003～2010年平均値）

| 地点               | 1月   | 2月  | 3月  | 4月  | 5月   | 6月  | 7月   | 8月   | 9月   | 10月  | 11月  | 12月  | 年     |
| ------------------ | ----- | ---- | ---- | ---- | ----- | ---- | ----- | ----- | ----- | ----- | ----- | ----- | ------ |
| 気象台（中央区）   | 113.6 | 94.0 | 77.8 | 56.8 | 53.1  | 46.8 | 81.0  | 123.8 | 135.2 | 108.7 | 104.1 | 111.7 | 1106.5 |
| 山口（手稲区）     | 98.6  | 76.4 | 53.9 | 47.4 | 50.2  | 41.4 | 72.2  | 111.6 | 122.7 | 105.0 | 107.0 | 99.1  | 985.4  |
| 羊ケ丘（豊平区）   | 60.8  | 56.8 | 46.0 | 57.7 | 63.1  | 53.9 | 81.1  | 157.8 | 144.2 | 106.5 | 66.0  | 63.0  | 956.9  |
| 石狩               | 94.5  | 72.9 | 47.0 | 40.8 | 60.0  | 47.5 | 94.0  | 115.9 | 121.1 | 97.9  | 96.6  | 88.5  | 978.7  |
| 江別               | 69.6  | 57.7 | 39.9 | 37.4 | 55.8  | 71.2 | 117.7 | 114.8 | 113.1 | 90.7  | 88.6  | 70.8  | 929.3  |
| 恵庭島松（恵庭市） | 56.9  | 54.1 | 52.1 | 62.2 | 78.6  | 64.1 | 101.3 | 167.3 | 150.6 | 105.3 | 85.3  | 66.7  | 1044.3 |
| 千歳               | 33.6  | 43.1 | 48.0 | 62.8 | 101.6 | 83.6 | 132.1 | 147.7 | 119.1 | 80.9  | 81.9  | 56.2  | 990.6  |

- 月別降雪の深さ合計cm（札幌気象台1981～2010年、石狩1987～2010年、恵庭島松1982～2010年平均値）

| 地点               | 1月 | 2月 | 3月 | 4月 | 5月 | 6月 | 7月 | 8月 | 9月 | 10月 | 11月 | 12月 | 年  |
| ------------------ | --- | --- | --- | --- | --- | --- | --- | --- | --- | ---- | ---- | ---- | --- |
| 気象台（中央区）   | 173 | 147 | 98  | 11  | -   | -   | -   | -   | -   | 2    | 32   | 132  | 597 |
| 石狩               | 198 | 165 | 99  | 12  | 0   | 0   | 0   | 0   | 0   | 0    | 25   | 151  | 651 |
| 恵庭島松（恵庭市） | 168 | 159 | 102 | 11  | 0   | 0   | 0   | 0   | 0   | 1    | 12   | 124  | 576 |

- 月別積雪の深さ最大cm（札幌気象台1981～2010年、羊ケ丘1981～2000年、石狩1987～2010年、恵庭島松1982～2010年平均値）

| 地点               | 1月 | 2月 | 3月 | 4月 | 5月 | 6月 | 7月 | 8月 | 9月 | 10月 | 11月 | 12月 | 年  |
| ------------------ | --- | --- | --- | --- | --- | --- | --- | --- | --- | ---- | ---- | ---- | --- |
| 気象台（中央区）   | 77  | 97  | 81  | 22  | -   | -   | -   | -   | -   | 1    | 12   | 46   | 100 |
| 羊ケ丘（豊平区）   | 64  | 89  | 75  | 27  | 0   | 0   | 0   | 0   | 0   | 1    | 12   | 42   |     |
| 石狩               | 85  | 108 | 94  | 35  | 0   | 0   | 0   | 0   | 0   | 0    | 11   | 47   | 109 |
| 恵庭島松（恵庭市） | 60  | 82  | 67  | 16  | 0   | 0   | 0   | 0   | 0   | 1    | 7    | 37   | 84  |

### 平均気温の変化
以下は各年代の理科年表における札幌市の各月の月別平均気温、日最低気温月別平年値、日最高気温月別平年値の変化（単位：℃）である。
10年ごとに更新される札幌の平年値（30年間の平均気温）は、年々上昇しており、とくに冬季の上昇は東京と並んで日本で最も急速に進んできた。新平年値を見ると東京や大阪、名古屋などの本州の他の大都市の冬季温暖化が鈍化しつつある傾向が出ているのに対し、札幌は近年さらに、冬季の温暖化がより一層増しており、新平年値でも冬季は大幅に温暖化した。冬季の最低気温の上昇は日本一激しい都市となっている。春、秋も最低気温が大幅に上昇している一方、夏季の最高気温の平年値はそれほど上がっていない。
- 表内の平均気温の太字は各年代平年値が前年代平年値と比べて0.5度以上上昇した月
- 月別平均気温

|          | 春   | 春  | 春   | 夏   | 夏   | 夏   | 秋   | 秋   | 秋   | 冬   | 冬   | 冬   | 年間 |
| 3月      | 4月  | 5月 | 6月  | 7月  | 8月  | 9月  | 10月 | 11月 | 12月 | 1月  | 2月  |      | 年間 |
| -------- | ---- | --- | ---- | ---- | ---- | ---- | ---- | ---- | ---- | ---- | ---- | ---- | ---- |
| 1920年代 |      |     |      |      |      |      |      |      |      |      | -6.3 |      |      |
| 1930年代 |      |     |      |      |      |      |      |      |      |      |      |      |      |
| 1940年代 |      |     |      |      |      |      |      |      |      |      |      |      |      |
| 1950年代 |      |     |      |      |      |      |      |      |      |      |      |      |      |
| 1960年代 | -1.0 | 5.7 | 11.3 | 15.5 | 20.0 | 21.7 | 16.8 | 10.4 | 3.6  | -2.6 | -5.5 | -4.7 | 7.6  |
| 1970年代 | -0.7 | 6.1 | 11.8 | 15.7 | 20.2 | 21.7 | 16.7 | 10.4 | 3.7  | -2.3 | -5.1 | -4.4 | 7.8  |
| 1980年代 | -0.4 | 6.2 | 12.0 | 15.9 | 20.2 | 21.3 | 16.9 | 10.6 | 4.0  | -1.6 | -4.9 | -4.2 | 8.0  |
| 1990年代 | -0.1 | 6.4 | 12.0 | 16.1 | 20.2 | 21.7 | 17.2 | 10.8 | 4.3  | -1.4 | -4.6 | -4.0 | 8.2  |
| 2000年代 | 0.1  | 6.7 | 12.1 | 16.3 | 20.5 | 22.0 | 17.6 | 11.3 | 4.6  | -1.0 | -4.1 | -3.5 | 8.5  |
| 2010年代 | 0.6  | 7.1 | 12.4 | 16.7 | 20.5 | 22.3 | 18.1 | 11.8 | 4.9  | -0.9 | -3.6 | -3.1 | 8.9  |

- 日最低気温月別平年値

|          | 春   | 春  | 春  | 夏   | 夏   | 夏   | 秋   | 秋   | 秋   | 冬   | 冬   | 冬   | 年間 |
| 3月      | 4月  | 5月 | 6月 | 7月  | 8月  | 9月  | 10月 | 11月 | 12月 | 1月  | 2月  |      | 年間 |
| -------- | ---- | --- | --- | ---- | ---- | ---- | ---- | ---- | ---- | ---- | ---- | ---- | ---- |
| 1920年代 |      |     |     |      |      |      |      |      |      |      |      |      |      |
| 1930年代 |      |     |     |      |      |      |      |      |      |      |      |      |      |
| 1940年代 |      |     |     |      |      |      |      |      |      |      |      |      |      |
| 1950年代 |      |     |     |      |      |      |      |      |      |      |      |      |      |
| 1960年代 |      |     |     |      |      |      |      |      |      |      |      |      |      |
| 1970年代 |      |     |     |      |      |      |      |      |      |      |      |      |      |
| 1980年代 |      |     |     |      |      |      |      |      |      |      |      |      |      |
| 1990年代 | -3.9 | 2.2 | 7.4 | 12.0 | 16.6 | 18.2 | 12.9 | 6.0  | 0.5  | -4.9 | -8.4 | -8.0 | 4.2  |
| 2000年代 | -3.5 | 2.7 | 7.8 | 12.4 | 17.1 | 18.5 | 13.6 | 6.9  | 0.9  | -4.4 | -7.7 | -7.2 | 4.8  |
| 2010年代 | -2.9 | 3.2 | 8.3 | 12.9 | 17.3 | 19.1 | 14.2 | 7.5  | 1.3  | -4.1 | -7.0 | -6.6 | 5.3  |

- 日最高気温月別平年値

|          | 春  | 春   | 春   | 夏   | 夏   | 夏   | 秋   | 秋   | 秋   | 冬  | 冬   | 冬   | 年間 |
| 3月      | 4月 | 5月  | 6月  | 7月  | 8月  | 9月  | 10月 | 11月 | 12月 | 1月 | 2月  |      | 年間 |
| -------- | --- | ---- | ---- | ---- | ---- | ---- | ---- | ---- | ---- | --- | ---- | ---- | ---- |
| 1920年代 |     |      |      |      |      |      |      |      |      |     |      |      |      |
| 1930年代 |     |      |      |      |      |      |      |      |      |     |      |      |      |
| 1940年代 |     |      |      |      |      |      |      |      |      |     |      |      |      |
| 1950年代 |     |      |      |      |      |      |      |      |      |     |      |      |      |
| 1960年代 |     |      |      |      |      |      |      |      |      |     |      |      |      |
| 1970年代 |     |      |      |      |      |      |      |      |      |     |      |      |      |
| 1980年代 |     |      |      |      |      |      |      |      |      |     |      |      |      |
| 1990年代 | 3.5 | 11.1 | 17.3 | 21.2 | 24.8 | 26.1 | 21.8 | 15.7 | 8.2  | 2.0 | -1.1 | -0.5 | 12.5 |
| 2000年代 | 3.5 | 11.1 | 17.0 | 21.1 | 25.0 | 26.1 | 22.0 | 15.8 | 8.1  | 2.1 | -0.9 | -0.3 | 12.5 |
| 2010年代 | 4.0 | 11.5 | 17.3 | 21.5 | 24.9 | 26.4 | 22.4 | 16.2 | 8.5  | 2.1 | -0.6 | 0.1  | 12.9 |

### 冬のヒートアイランド現象
近年の札幌の冬はヒートアイランド現象が顕著になっており、1月の最低気温の平年値がこの100年間で6.5度も上昇した。その結果、近年、札幌気象台が設置されている中心部では、厳寒期に最低気温が、-20度前後に下がることは皆無となり、それどころか、-10度以下まで下がることも激減した上、更には1月の最低気温の平年値（-7.0度）より低くなることさえ少なくなった。ところが、極端に冷え込みにくくなっているのは、気象台の位置する札幌中心部市街地であり、隣接する江別市や恵庭市、沿岸部の石狩市のアメダスの気温と比較してみても、札幌中心部の冬季の最低気温が突出して高くなっている。特に、厳しい寒気に覆われた日の晴れた無風の朝など放射冷却が起きやすい環境の時は、10度以上の差になることもある。たとえば、2012年2月1日の最低気温は、札幌市（気象台）-10.6度、石狩市-19.5度、恵庭市（恵庭島松）-21.9度、江別市-24.6度などとなっており、札幌圏内でも非常に大きな差が見られる。札幌市内においても、気象台から南西に7～8kmほどの札幌ドーム横にある北海道農業研究センター気象観測露場では同日に-19.4度を記録（2008年には-24.0度まで下がるなど、ほぼ毎年のように－20度前後の冷え込みを記録する。）しており、また、本来冷え込みにくいはずの沿岸部の手稲区山口のアメダスも、同日に-15.1度を記録している。
このように、同じ札幌市内といえども、中心部と郊外では冬場の最低気温には非常に大きな差があり、-10度以下でさえ下がりにくくなっている中心部と比べ、郊外では-20度前後の冷え込みも暖冬傾向の顕著な近年でも記録されていることが分かる。特に、内陸性気候を示す厚別区や清田区の最低気温は中心部とは大きく違うことがある。冬季の最低気温では中央区や西区が最も気温が高く、周辺へ行くにしたがって低いというドーナツ状の等温分布を示すことが多い。また、既に約40年前の北海道大学の論文では市内の市街地・住宅地と農地・緑地との温度差なども極めて大きいことを示しており、都市化がより一層進んだ現在、その差は一層激化しているものとみられ、そのことは中心市街地にある気象台と比較的環境が良好な北海道農業研究センター気象観測露場の最低気温の差によく表れている。一方、冬季の温暖化のわりには降雪量は減っていないのが特徴である（降雪の深さ寒候年合計上位5位が1990年代以降の記録である）。
- 参考：札幌圏各地のヒートアイランド時の最低気温比較（単位：℃）[9]

| 起日          | 札幌市内 | 札幌市内 | 札幌市内 | 札幌市外      | 札幌市外 | 札幌市外 | 札幌市外 | 札幌市外 |
| 起日          | 気象台   | 手稲山口 | 羊ヶ丘   | 江別          | 新篠津   | 恵庭島松 | 千歳     | 石狩     |
| ------------- | -------- | -------- | -------- | ------------- | -------- | -------- | -------- | -------- |
| 2012年2月1日  | -10.6    | -15.1    | -19.4    | -24.6         | -25.2    | -21.9    | -20.3    | -19.5    |
| 2012年1月26日 | -10.9    | -15.1    | -16.0    | -24.8         | -22.4    | -22.9    | -24.2    | -19.2    |
| 2008年2月25日 | -13.2    | -14.8    | -24.0    | -24.2         | -24.2    | -22.7    | -21.3    | -19.4    |
| 2006年2月6日  | -10.5    | -10.6    | -17.5    | -16.1         | -14.2    | -22.3    | -25.1    | 21.1     |
| 2003年2月6日  | -13.0    | -15.0    | -19.2    | -25.8         | -21.0    | -24.7    | -21.1    | -19.6    |
| 2003年1月15日 | -14.8    | -20.4    | -24.2    | -21.5         | -19.8    | -20.7    | -21.6    | -21.4    |
| 2001年1月19日 | -13.1    | -19.5    | -19.7    | -21.1         | -21.7    | -19.0    |          | -23.1    |
| 2001年1月14日 | -15.0    | -18.3    | -18.7    | -18.5         | -21.9    | -26.6    |          | -20.0    |
| 1996年2月2日  | -13.6    | -16.7    | -22.0    | (西野幌)-24.3 | -18.4    | -26.9    | -30.3    | -17.5    |

## 道内地点ランキング
以下全て観測期間10年未満の地点を除き、旬別平均気温平年値順に掲載した。極値上位地点は平年値がランキング外でも掲載し、平年値と地点名を斜体字で示した。出展は気象庁電子閲覧室より（最低気温極値の美深、上幌別、母子里は除く）。
- 厳冬期の最低気温平年値（旬ごと）（1981 - 2010年平年値）と最低気温の極値

| 地点                               | 最低気温 | 旬               | 極値                            | 起日          | 振興局     |
| ---------------------------------- | -------- | ---------------- | ------------------------------- | ------------- | ---------- |
| 陸別                               | -21.1    | 2月上旬          | -33.2                           | 2000年1月27日 | 十勝       |
| 占冠                               | -20.1    | 2月上旬          | -35.8                           | 2001年1月14日 | 上川       |
| 糠内（幕別町）                     | -20.1    | 1月下旬          | -31.8                           | 2000年1月27日 | 十勝       |
| 川湯（弟子屈町）                   | -19.7    | 2月上旬          | -34.0                           | 1978年2月25日 | 釧路       |
| 阿寒湖畔（釧路市）                 | -19.0    | 2月上旬          | -30.5                           | 1984年2月7日  | 釧路       |
| ぬかびら源泉郷（糠平）（上士幌町） | -18.8    | 2月上旬          | -30.8                           | 1978年2月17日 | 十勝       |
| 中頓別                             | -18.8    | 2月上旬          | -35.9                           | 1985年1月24日 | 宗谷       |
| 佐呂間                             | -18.5    | 2月上旬          | -35.4                           | 1978年2月17日 | オホーツク |
| 大樹                               | -18.4    | 2月上旬          | -29.1                           | 1987年1月21日 | 十勝       |
| 江丹別（旭川市）                   | -18.3    | 2月上旬          | -38.1                           | 1978年2月17日 | 上川       |
| 歌登（枝幸町）                     | -18.3    | 2月上旬          | -37.9                           | 1978年2月17日 | 宗谷       |
| 足寄                               | -17.7    | 1月下旬・2月上旬 | -29.4                           | 2000年1月27日 | 十勝       |
| 下川                               | -17.7    | 1月下旬・2月上旬 | -36.1                           | 1978年2月17日 | 上川       |
| 芽室                               | -17.6    | 2月上旬          | -31.3                           | 1978年2月17日 | 十勝       |
| 生田原（遠軽町）                   | -17.6    | 2月上旬          | -32.0                           | 1978年2月17日 | オホーツク |
| 朱鞠内（幌加内町）                 | -17.5    | 2月上旬          | -35.8                           | 1990年1月28日 | 上川       |
| 駒場（音更町）                     | -17.4    | 1月下旬・2月上旬 | -32.1                           | 2000年1月27日 | 十勝       |
| 境野（置戸町）                     | -17.4    | 2月上旬          | -30.3                           | 1978年2月17日 | オホーツク |
| 美深                               | -17.4    | 2月上旬          | -41.5（区内観測所）             | 1931年1月27日 | 上川       |
| 名寄                               | -17.4    | 2月上旬          | -35.7                           | 1982年2月2日  | 上川       |
| 穂別（むかわ町）                   | -17.4    | 2月上旬          | -30.3                           | 1978年2月17日 | 胆振       |
| 滝上                               | -16.8    | 1月下旬          | -35.2                           | 1978年2月17日 | オホーツク |
| 音威子府                           | -16.7    | 2月上旬          | -34.9                           | 1982年2月5日  | 上川       |
| 幌加内                             | -16.4    | 2月上旬          | -37.6                           | 1978年2月17日 | 上川       |
| 中川                               | -16.2    | 2月上旬          | -35.6                           | 1985年1月24日 | 上川       |
| 和寒                               | -16.1    | 1月下旬          | -37.0                           | 1978年2月17日 | 上川       |
| 士別                               | -16.1    | 1月下旬・2月上旬 | -35.1                           | 1985年1月25日 | 上川       |
| 帯広                               | -14.5    | 1月下旬          | -38.2                           | 1902年1月26日 | 十勝       |
| 幌糠（留萌市）                     | -14.3    | 2月上旬          | -35.4                           | 1985年1月25日 | 留萌       |
| 旭川                               | -13.7    | 2月上旬          | -41.0                           | 1902年1月25日 | 上川       |
| 倶知安                             | -10.9    | 2月上旬          | -35.7                           | 1945年1月27日 | 後志       |
| 上幌別（歌登町）                   |          |                  | -44.0（北海道森林気象観測所）   | 1931年1月27日 | 宗谷       |
| 母子里（幌加内町）                 |          |                  | -41.2（北海道大学雨竜演習林内） | 1978年2月27日 | 上川       |

- 盛夏期の最高気温平年値（旬ごと）（1981 - 2010年平年値）と最高気温の極値

| 地点     | 最高気温 | 旬      | 極値 | 起日          | 振興局     |
| -------- | -------- | ------- | ---- | ------------- | ---------- |
| 芦別     | 28.0     | 8月上旬 | 36.4 | 2000年8月1日  | 空知       |
| 富良野   | 27.6     | 8月上旬 | 36.3 | 2000年8月1日  | 上川       |
| 上富良野 | 27.4     | 8月上旬 | 36.0 | 2000年8月1日  | 上川       |
| 比布     | 27.3     | 8月上旬 | 35.4 | 2000年8月1日  | 上川       |
| 旭川     | 27.3     | 8月上旬 | 36.0 | 1989年8月7日  | 上川       |
| 美唄     | 27.3     | 8月上旬 | 34.7 | 2007年8月13日 | 空知       |
| 札幌     | 27.1     | 8月上旬 | 36.2 | 1994年8月7日  | 石狩       |
| 和寒     | 27.1     | 8月上旬 | 35.5 | 1978年8月3日  | 上川       |
| 北見     | 26.7     | 8月上旬 | 37.1 | 2010年8月6日  | オホーツク |
| 津別     | 26.4     | 8月上旬 | 37.7 | 1994年8月7日  | オホーツク |
| 帯広     | 26.3     | 8月上旬 | 37.8 | 1924年7月12日 | 十勝       |
| 滝上     | 26.2     | 8月上旬 | 37.7 | 1978年8月3日  | オホーツク |
| 網走     | 24.0     | 8月上旬 | 37.6 | 1994年8月7日  | オホーツク |

- 厳冬期の最高気温平年値（旬ごと）（1981 - 2010年平年値）と最高気温の低い気温の極値

| 地点                               | 最高気温 | 旬      | 極値  | 起日          | 振興局     |
| ---------------------------------- | -------- | ------- | ----- | ------------- | ---------- |
| 名寄                               | -5.5     | 1月下旬 | -20.3 | 1977年1月21日 | 上川       |
| 朱鞠内（幌加内町）                 | -5.3     | 1月下旬 | -14.9 | 1996年1月31日 | 上川       |
| 美深                               | -5.3     | 1月下旬 | -18.7 | 1985年1月25日 | 上川       |
| 士別                               | -5.3     | 1月下旬 | -20.1 | 1985年1月25日 | 上川       |
| 白滝（遠軽町）                     | -5.3     | 1月中旬 | -15.9 | 1996年1月31日 | オホーツク |
| 和寒                               | -5.1     | 1月下旬 | -21.2 | 1985年1月24日 | 上川       |
| 比布                               | -5.1     | 1月下旬 | -18.5 | 1985年1月24日 | 上川       |
| 音威子府                           | -5.0     | 1月下旬 | -17.5 | 1985年1月25日 | 上川       |
| 幌加内                             | -4.9     | 1月下旬 | -18.3 | 1986年1月30日 | 上川       |
| 東川                               | -4.9     | 1月下旬 | -17.4 | 1985年1月25日 | 上川       |
| ぬかびら源泉郷（糠平）（上士幌町） | -4.9     | 1月下旬 | -14.4 | 1979年1月12日 | 十勝       |
| 富良野                             | -4.5     | 1月下旬 | -19.8 | 1985年1月24日 | 上川       |
| 上富良野                           | -4.4     | 1月下旬 | -18.9 | 1985年1月25日 | 上川       |
| 中川                               | -4.2     | 1月下旬 | -19.4 | 1985年1月24日 | 上川       |
| 旭川                               | -4.0     | 2月上旬 | -22.5 | 1909年1月15日 | 上川       |
| 網走                               | -3.3     | 2月上旬 | -17.0 | 1902年1月24日 | オホーツク |

- 盛夏期の最低気温平年値（旬ごと）（1981 - 2010年平年値）と最低気温の高い気温の極値

| 地点             | 最低気温 | 旬      | 極値 | 起日          | 振興局     |
| ---------------- | -------- | ------- | ---- | ------------- | ---------- |
| 松前             | 20.3     | 8月上旬 | 26.1 | 1985年8月8日  | 渡島       |
| 江差             | 20.1     | 8月上旬 | 26.2 | 1955年8月30日 | 檜山       |
| 札幌             | 19.7     | 8月上旬 | 25.1 | 1981年8月2日  | 石狩       |
| 函館             | 19.3     | 8月上旬 | 24.5 | 2010年8月7日  | 渡島       |
| 熊石             | 19.3     | 8月上旬 | 26.1 | 1989年7月26日 | 渡島       |
| 小樽             | 19.0     | 8月上旬 | 24.9 | 1960年8月9日  | 後志       |
| 神恵内           | 18.8     | 8月上旬 | 26.1 | 1983年8月17日 | 後志       |
| 寿都             | 18.8     | 8月上旬 | 24.6 | 2010年8月6日  | 後志       |
| 木古内           | 18.7     | 8月上旬 | 23.4 | 1999年8月15日 | 渡島       |
| 室蘭             | 18.7     | 8月上旬 | 24.3 | 1984年8月6日  | 胆振       |
| 焼尻（羽幌町）   | 18.6     | 8月中旬 | 23.8 | 2010年8月31日 | 留萌       |
| 留萌             | 18.5     | 8月上旬 | 25.4 | 1979年8月18日 | 留萌       |
| 紋別             | 16.7     | 8月上旬 | 28.1 | 1994年8月7日  | オホーツク |
| 宇登呂（斜里町） | 15.6     | 8月上旬 | 27.6 | 1999年8月1日  | オホーツク |
| 滝上             | 15.3     | 8月上旬 | 27.2 | 1994年8月7日  | オホーツク |
| 興部             | 15.2     | 8月上旬 | 27.3 | 1994年8月7日  | オホーツク |